# عباس حسن
عباس حسن، حكم كرة قدم إماراتي دولي سابق.
و قد حكم في كأس الخليج 1976، وأدار مباراة منتخب السعودية لكرة القدم ومنتخب عمان لكرة القدم في 4 ابريل 1976.